# Калифорнийская сколопендра
Калифорнийская сколопендра (лат. Scolopendra heros) — вид губоногих многоножек из рода сколопендр (Scolopendra). Достигает 20 см в длину. Передний отдел тела окрашен в оранжевый цвет, остальная часть — вороная с металлическим отливом. Распространена в засушливых районах США и Мексики.

## Опасность для человека
Калифорнийские сколопендры известны способностью вызывать воспаление кожи, причём не только в случае укуса, но и в случае простого контакта конечностей потревоженной многоножки с поверхностью тела. В спокойном состоянии сколопендра подобной реакции не вызывает.
Зарегистрирован случай, когда укус Scolopendra heros стал причиной рабдомиолиза и острой почечной недостаточности.